# Hutu
 (juillet 2012).
Si vous disposez d'ouvrages ou d'articles de référence ou si vous connaissez des sites web de qualité traitant du thème abordé ici, merci de compléter l'article en donnant les références utiles à sa vérifiabilité et en les liant à la section « Notes et références ».
Pour un article plus général, voir Population de l'Afrique des Grands Lacs.
Les Hutus ou Houtous sont une population bantoue d'Afrique centrale. Au Rwanda et au Burundi, ils constituent 85 % de la population, mais sont aussi présents en Ouganda, au Congo-Kinshasa et en Tanzanie. Initialement, Hutus et Tutsis (Toutsis) pratiquaient les mêmes religions traditionnelles africaines avant d'être convertis au christianisme, et ils parlent les mêmes langues bantoues : le kinyarwanda au Rwanda et le kirundi au Burundi. 
Traditionnellement, durant des siècles, les Hutus étaient surtout des cultivateurs, des artisans et des marchands, tandis que les Tutsis élevaient du bétail, notamment des vaches Watusi. Les colonisateurs européens, en particulier les missionnaires Pères blancs, ont développé l'idée d'une origine bantoue des Hutus et nilotique des Tutsis. Cette théorie se base sur le fait que morphologiquement, à l'instar des Nilotiques, et contrairement aux Hutus, les Tutsis sont souvent réputés être des personnes minces et de haute taille. Ces différences morphologiques ne sont toutefois pas évidentes, et elles ont pu être attribuées à la différence de régime alimentaire entre éleveurs (Tutsis) et agriculteurs (Hutus).
Cette classification pseudo-ethnique fut instrumentalisée lors des conflits géopolitiques culminant dans le génocide des Tutsis de 1994.

## Ethnonymie
Selon les sources on peut rencontrer les variantes suivantes pour nommer le thème (linguistique) Hutu : Abahutu, Bahutu, Banyabwisha, Banyarutshuru, Bafumbira, Banyarwanda, Barundi, Hutu, Wahutu.

## Historique
Il existe différentes théories quant à l'origine des groupes tutsi et hutu qui supposent que les différences entre ces deux groupes seraient soit ethniques, soit culturelles ou simplement sociologiques et professionnelles.
Selon certains historiens, tels que l'abbé rwandais Alexis Kagame, qui ont axé leurs recherches sur le peuplement du Rwanda, les Tutsis seraient arrivés au Rwanda vers le XVIe siècle où ils avaient été précédés par les Hutus implantés sur les lieux près de six siècles auparavant. Les Batwa (pygmées) qui s'y trouvaient sont considérés comme les premiers habitants de l'actuel Rwanda. Cet ordre d'arrivée permettrait de relever que les Hutus et les Tutsis ont des origines différentes : les Tutsis seraient à l'origine un peuple nilotique et les Hutus, un peuple bantou.
Ceci rejoint l'analyse des premiers colons allemands puis belges, arrivés à ce qui deviendra plus tard le Rwanda et le Burundi, selon laquelle les populations de ces régions étaient divisées en trois groupes « ethniques » : les Hutus, les Tutsis et les Twas. Mais, de l'avis d'auteurs comme Jean-Pierre Chrétien ou Dominique Franche, cette analyse ne repose pas sur les critères qui caractérisent normalement des ethnies : tous les Rwandais et Burundais parlent la même langue (avec de légères variantes nationales : le kinyarwanda et le kirundi) et partagent la même culture. De plus ils vivent mélangés, acceptent dans beaucoup de familles les mariages entre groupes et ont les mêmes croyances ancestrales ou issues de la colonisation.
Certains auteurs, comme Jean-Pierre Chrétien ou Dominique Franche, affirment notamment qu'avant la colonisation les Hutus étaient agriculteurs, les Tutsis éleveurs et les Twas cueilleurs. Cette tradition reliée au travail, ajoutent-ils, était transmise de génération en génération par l'obligation de changement de statut de la fille au moment de son mariage. Ainsi, une fille née hutue devenait tutsie ou twa parce que son mari était tutsi ou twa et réciproquement. Il s'agissait essentiellement, affirment-ils, de la même ethnie parlant la même langue avec variante régionale. Le changement de statut avait essentiellement pour effet la transmission aux enfants nés de l'union l'obligation de participer au rôle et au travail du père.

## Répartition par pays

### Au Burundi
Situé en Afrique des Grands Lacs, d’une superficie de 27 834 km2 avec 12,09 millions d’habitants (estimation actuelle), le Burundi a connu depuis son indépendance une histoire marquée par des conflits meurtriers. Les années 1965, 1972, 1988, 1991 et 1993 ont été marquées par des affrontements et des massacres à caractère ethnique opposant les Hutus aux Tutsis, les deux grandes composantes ethniques du pays.
Placé sous le protectorat allemand en 1884 après quatre siècles de paisible régime royal fondé au XVe siècle, le pays passe sous mandat de la SDN en 1919 et sous tutelle de l’ONU en 1946, avec comme mandataire et tuteur le royaume de Belgique.
Après son indépendance acquise le 1er juillet 1962, le Burundi resta sous un régime monarchique jusqu’au renversement du roi Ntare V le 28 novembre 1966 par le capitaine Michel Micombero, marquant ainsi l’avènement de la république du Burundi. Le régime se caractérise par l’instabilité politique, sur fond d’exclusion politique et de régionalisme, matérialisée par les rumeurs de coup d’État de 1969 et de 1971. La répression aveugle à l’attaque d’une rébellion hutue en avril 1972 emporta la majeure partie de l’élite hutue. On estime qu’il y a eu 100 000 morts et 300 000 réfugiés.
Le régime ne s’en relèvera pas, et le lieutenant-général Michel Micombero sera remplacé par le colonel Jean-Baptiste Bagaza. Après cinq ans de relative bonne gouvernance, le président Bagaza renoue avec l’exclusion, le régionalisme et le clanisme, sans oublier la dictature qui a fini par le dresser contre l’Église catholique. Cette politique finit par isoler le pouvoir, et le 3 septembre 1987, le major Pierre Buyoya dépose le colonel Bagaza, à la satisfaction de la population, de l’Église catholique et de la communauté internationale.
Les événements sanglants survenus au nord du pays en 1988 amènent le président Buyoya (tutsi) à ouvrir un gouvernement d’union nationale dirigé par un Premier ministre hutu. Son gouvernement entreprend en même temps une large campagne de sensibilisation de la population qui aboutit le 5 février 1992 à un référendum sur l’unité des Barundi (se dit du peuple burundais, toutes ethnies confondues).
Le major Buyoya est aussi le président qui a lancé le pays sur la voie de la démocratie en organisant les élections pluralistes qui ont porté au fauteuil présidentiel son principal opposant, le président Melchior Ndadaye, hutu, le 1er juin 1993. L’assassinat du président démocratiquement élu, Melchior Ndadaye, dans une tentative de coup d’État de l’armée à prédominance tutsie, le 21 octobre 1993, plongea le pays dans une crise sans précédent qui a causé plus de 300 000 morts. Les Hutus, voulant venger la mort du président hutu démocratiquement élu, se sont attaqués à leurs voisins tutsis. L’armée, voulant protéger ces derniers, s’en est pris aux Hutus.
Le successeur de Ndadaye, le président Cyprien Ntaryamira, meurt le 6 avril 1994 au Rwanda dans un accident d’avion qui coûtera également la vie au président rwandais, Juvénal Habyarimana.
Après de longues négociations politiques menées dans une période très tourmentée, le président Sylvestre Ntibantunganya accède au pouvoir en octobre 1994 et sera évincé par le major Buyoya qui reprit le pouvoir en juillet 1996. Avec l’appui de la communauté internationale, l’Union africaine et la sous-région, le gouvernement mis en place par Buyoya, de retour au pouvoir, va s’atteler à asseoir le processus de paix tant à l’intérieur qu’à l’extérieur du pays aboutissant ainsi le 28 août 2000 à la signature de l’accord d’Arusha pour la paix et la réconciliation sous la médiation de l'ancien président d'Afrique du Sud, Nelson Mandela.
À partir de novembre 2001, le Burundi entre dans une période de transition de 36 mois dans le cadre de la mise en œuvre des accords de paix signés à Arusha. Un gouvernement de transition, un parlement et un sénat élargis à tous les acteurs politiques burundais, y compris les représentants des factions armées, sont mis en place. La première tranche de transition de 18 mois est pilotée par le président Buyoya jusqu’au 30 avril 2003, date à laquelle il passe le témoin au président Domitien Ndayizeye.
En novembre 2003, le gouvernement de transition réussit à signer les accords de cessez-le-feu avec le CNDD-FDD, un des plus importants mouvements armés qui avaient refusé de participer au gouvernement. L’entrée de ce mouvement dans les institutions de transition, dont le gouvernement et le haut commandement militaire, a laissé une ouverture à une paix durable.
L’appui de la communauté internationale à cette chance de paix a conduit le peuple burundais en l’espace de moins d’une année à effectuer quatre scrutins (un référendum constitutionnel ; des élections communale, parlementaire et sénatoriale, et un scrutin présidentiel) sous l’observation des Nations unies qui, depuis le 1er juin 2004, avaient déployé une force de maintien de la paix au Burundi. Entretemps, le président Ndayizeye voit son mandat prolongé jusqu’au 26 août 2005, jour de l’investiture du nouveau président, Pierre Nkurunziza du CNDD-FDD, l’ancien mouvement rebelle devenu parti politique. Arrivant ainsi au pouvoir après une décennie d’intenses combats qui ont mis à mal les indicateurs de développement du Burundi, le pouvoir actuel se voit confronté à de nombreux défis : négocier un cessez-le-feu permanent avec le PALIPEHUTU-FNL (un autre grand mouvement armé qui jusqu’à très récemment combattait encore le pouvoir de Bujumbura), réformer les corps de défense et de sécurité, démobiliser, réinsérer et réintégrer les anciens combattants, garantir les droits de l’homme et améliorer les conditions de vie d’une grande partie de la population qui a sombré dans la misère chronique depuis l’éclatement de la crise en octobre 1993.
Les efforts soutenus du gouvernement de Pierre Nkurunziza dans le cadre de ses négociations avec le PALIPEHUTU-FNL aboutissent le 7 septembre 2006, grâce à la facilitation sud-africaine et l’appui de la communauté internationale, à la signature d’un cessez-le-feu global à Dar es Salaam en Tanzanie.
Après deux ans et demi de présence dans le pays, le mandat de l’Opération des Nations unies au Burundi (ONUB) est arrivé à terme le 31 décembre 2006. Conscient des défis auxquels le nouveau gouvernement doit faire face, le Conseil de sécurité des Nations unies, en sa résolution 1 719, décide d’établir un Bureau intégré des Nations unies au Burundi (BINUB) pour succéder à l’ONUB afin de continuer à appuyer les nouvelles autorités en vue d’une consolidation définitive de la paix dans ce pays. Entretemps la création par le Conseil de sécurité et l’Assemblée générale de la Commission de Consolidation de la Paix en décembre 2005 viennent à point nommé lorsque celle-ci choisit la Sierra Leone et le Burundi pour en être ses premiers bénéficiaires. La Commission qui rassemble un large éventail de compétences et d'expériences en matière de prévention des conflits, médiation, maintien de la paix, respect des droits de l'homme, état de droit, assistance humanitaire, reconstruction et développement à long terme, entend mettre tout ce capital au service du Burundi pour l’aider à sortir définitivement de ses treize années de conflit.

### Au Rwanda
Quand les Tutsis commencèrent à revendiquer l'indépendance, les colonisateurs belges renversèrent leur alliance au profit des Hutus au nom de la démocratie, déviant contre les Tutsis les revendications d'indépendance. En 1960, les Hutus se sont emparés du pouvoir, avec l'aide du colonisateur belge, et renforcèrent leur monarchie au point de la rendre monolithique au Rwanda. Les Hutus au pouvoir, avec Grégoire Kayibanda comme président, organisèrent des exactions (massacres, destructions de biens etc.) contre les Tutsis dont plusieurs centaines de milliers prirent le chemin de l'exil vers les pays voisins. Ce sont les descendants de ces derniers qui ont chassé le régime hutu, responsable du génocide des Tutsis au Rwanda en 1994 qui a fait plus d'un million de victimes, essentiellement des Tutsis, mais aussi des Hutus modérés opposés à la dictature.
Depuis l'accession au pouvoir du Front patriotique rwandais (FPR) à l'issue du génocide en 1994, le pouvoir rwandais s'est attaché à détruire les fondements de cet ethnisme dans la société rwandaise. La constitution adoptée par référendum en 2003 a très clairement confirmé par la loi cet engagement, mais sur le plan politique les forces de l'ancienne majorité et celles de l'opposition actuelle contestent cette volonté politique qu'elles considèrent comme une façade qui cacherait en fait la volonté de domination d'un groupe minoritaire.

### En république démocratique du Congo
En république démocratique du Congo et dans la région du Nord-Kivu en particulier, les Hutus comme les Tutsis d'ailleurs, sont désignés par le terme « Banyarwanda ». S’il a subi une évolution dans l’espace géographique inter-lacustre avec la partition de l’Afrique, il reste cependant le reflet d’une ancienne identité politique et culturelle empruntée au lieu d’origine, le Rwanda. Lorsque les frontières coloniales furent tracées, des centaines de milliers de personnes de langue et de la culture kinyarwanda se trouvèrent soudain, sans avoir bougé, intégrées dans d’autres « pays » hors de ce qui devrait être leur territoire du Ruanda-Urundi. À la suite de cette situation, le terme banyarwanda a signifié dans la région inter-lacustre, à la fois une identité culturelle rwandaise et plusieurs identités politiques étrangères selon la position occupée en dehors des limites actuelles du Rwanda moderne. Nous trouvons par exemple dans les trois pays frontaliers du Rwanda des communautés nationales, à la fois rwandaise par la culture et congolaise, ougandaise, tanzanienne ou burundaise par l’histoire, celle du fait colonial.

#### Nord - Kivu / Territoire de Rutshuru
Il importe de souligner que les frontières orientales du Congo ont été définies, non pas en 1885, mais plus tard par la convention du 14 mai 1910, convention finalement entrée en vigueur à partir du 14 juin 1911. Il faut signaler que les explorateurs européens sont arrivés assez tardivement dans cette région du Kivu.
En fait la convention du 11 août 1910, qui a définitivement déterminé les frontières la colonie du Congo Belge et le protectorat allemand du Ruanda-Urundi, stipulait que les indigènes du sultanat du Rwanda qui se trouvaient à l’ouest de la nouvelle frontière, c’est-à-dire au Congo (Goma et Rutshuru essentiellement), avaient le loisir de se transporter avec leurs biens, meubles et leurs troupeaux sur le territoire allemand, c’est-à-dire le Rwanda, endéans un délai de 6 mois . Ceux qui restèrent au Congo, soit la très grande majorité, furent érigés en collectivité secteur de Bwisha, à la tête de laquelle fut placé un notable local, le Mwami Daniel Ndeze.
Au Nord-Kivu, le terme banyarwanda est le nom générique donné aux populations de langue et de culture kinyarwanda. Il englobe principalement des Congolais anciens ressortissants du Rwanda pré-colonial appelé aussi « Banyabwisha » (autochtone de Bwisha), des déplacés de la Mission d’Immigration des Banyarwanda essentiellement dans le Masisi et des réfugiés tutsis arrivés à partir de 1959.
La zone culturelle Banyarwanda se trouve à l’Est des monts Mitumba. À l’est de la ligne de démarcation constituée par la chaîne de Kirumbe, s’étend la plaine dite « volcans » " Birunga" ou " Virunga" depuis Goma, à la rive nord du lac Kivu, jusqu’à la plaine de la Rwindi-Rutshuru, au sud du lac Edouard (Idi Amin). Par endroits, la plaine est composée de collines et de hauts-plateaux. Son sol d’origine volcanique désagrégé est très fertile autant que propice pour l’élevage, surtout en bordure de la chaîne des volcans. Ceci fait que cette région est fortement peuplée. Elle est le pays des Rwandais (Banyarwanda) et comprenait autrefois les chefferies de Bukumu, Bwishya, Jomba, Busanza et Binja.

#### Nord - Kivu / Territoire de Masisi
Dans le but de mettre en valeur le territoire de Masisi d’une part, et de décongestionner le Rwanda surpeuplé d’autre part, l’autorité coloniale belge décida le transfert des populations rwandaises vers le Congo. C’est dans ce cadre que fut créée la Mission d’Immigration Banyarwanda (MIB) en 1934.
En 1938, le pouvoir colonial mit en place la commission n°128/T.F.R.1 du 2 novembre qui désigna M. Étienne Declerk, substitut du Procureur du Roi près le tribunal de première instance à Bukavu, en qualité de délégué chargé de négocier un Acte de cession, au profit de la colonie, des droits que les autorités coutumières Bahunde possédaient sur un terrain de 349,1 km2. M. Declerk servit comme avocat des chefs Bahunde. Les négociations aboutirent en 1939, et le 13 novembre de cette année-là, fut signé « l’Acte de cession des droits indigènes » entre la colonie représentée par M. Amédée Van Cleemput, assistant de l’administrateur de territoire de Masisi, et les autorités coutumières Bahunde représentées par M.Declerk et le grand chef Bahunde, M.André Kalinda. Le prix du territoire ainsi cédé était de 35.000 F de l’époque.
De 1930 à 1954, la Belgique transféra dans le Masisi des milliers de Banyarwanda Hutus majoritairement, mais aussi Tutsis, qui, aujourd’hui, représentent plus de 80 % de la population de ce territoire. En procédant à ce transfert, la Belgique, tutelle coloniale du Congo belge et du Rwanda-Urundi, accordait  aux nouveaux arrivés le statut de citoyens du Congo belge. Malgré plusieurs tumultes, la RDC a reconnu leur nationalité congolaise, conformément au droit de la nationalité lorsqu’il y a succession d’États.